# Course de côte de Malchamps
La Course de côte de Malchamps était une compétition automobile organisée par le Royal Automobile Club liégeois, le plus souvent entre le mois de juin et la mi-septembre. Motos et motocyclettes de plus et de moins de 50 kilos se mêlaient aussi annuellement à cette montée.

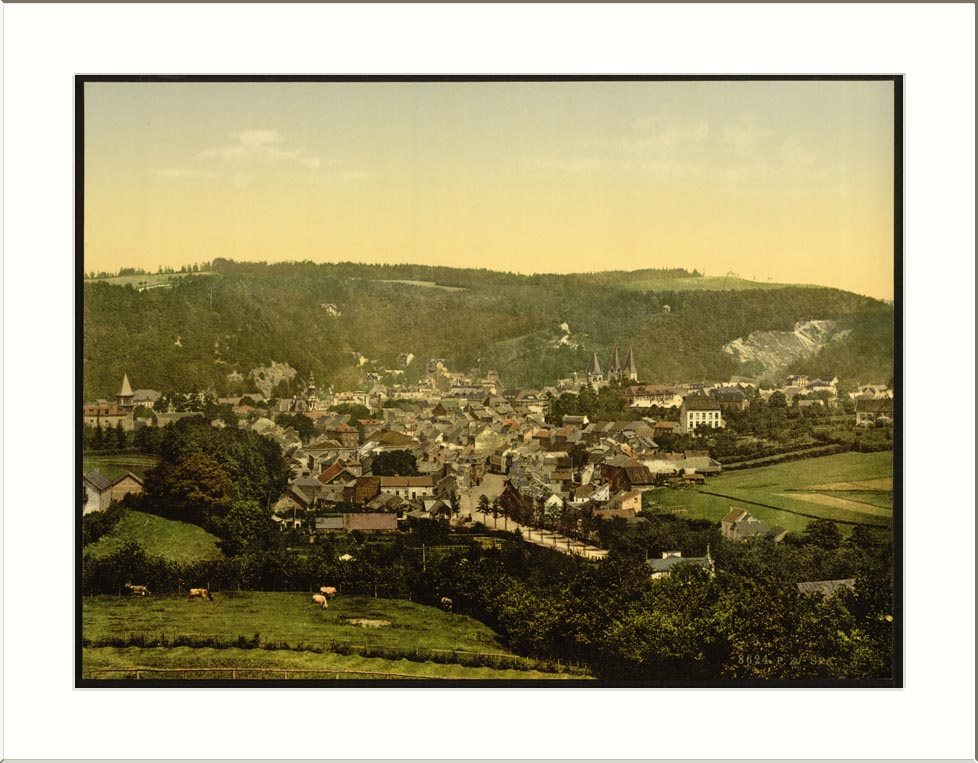
Spa au début du XXe siècle.

## Histoire
Cette côte est la première jamais organisée en Belgique, et la cinquième du monde francophone (après La Turbie, Chanteloup, Gaillon et l'Estérel - l'année suivante débutera la côte annuelle de la Citadelle, à Namur, régie dès 1902 par l'Automobile-Club Namur-Luxembourg; le deuxième vainqueur après Lucien Hautvast sera Albert Roland, sur Nagant-Gobron 18 hp, quatre mois et demi avant son succès à Malchamps-).
Longue de 5,7 kilomètres lors des deux premières éditions, elle passe à 5.3 en 1902, puis 5 en 1903, 5.5 en 1904 et 1906, pour se stabiliser ensuite à 5 kilomètres exactement entre 1907 et 1930, la dernière édition repassant à 4,5 km (en 1949).
Elle fut parfois organisée au cours du Meeting de Spa (1903), puis du Critérium de Belgique (1907), ou dans le cadre de la Coupe Pilette (1904 à 1906 et 1908, du nom de son organisateur Théodore Pilette, qui remporte l'édition 1912 de la côte), avant d'être inscrite à neuf reprises au calendrier en nom propre comme "Coupe de la Meuse" de 1922 à 1930, hormis en 1929 car non organisée.
La compétition a été remportée à deux reprises par Lucien Hautvast et Georges Bouriano (Joseph Reinartz ayant gagné un évènement unique en 1926, puis une série de trois manches sur une journée la saison suivante dans le cadre de la Coupe proprement dite).

## Palmarès

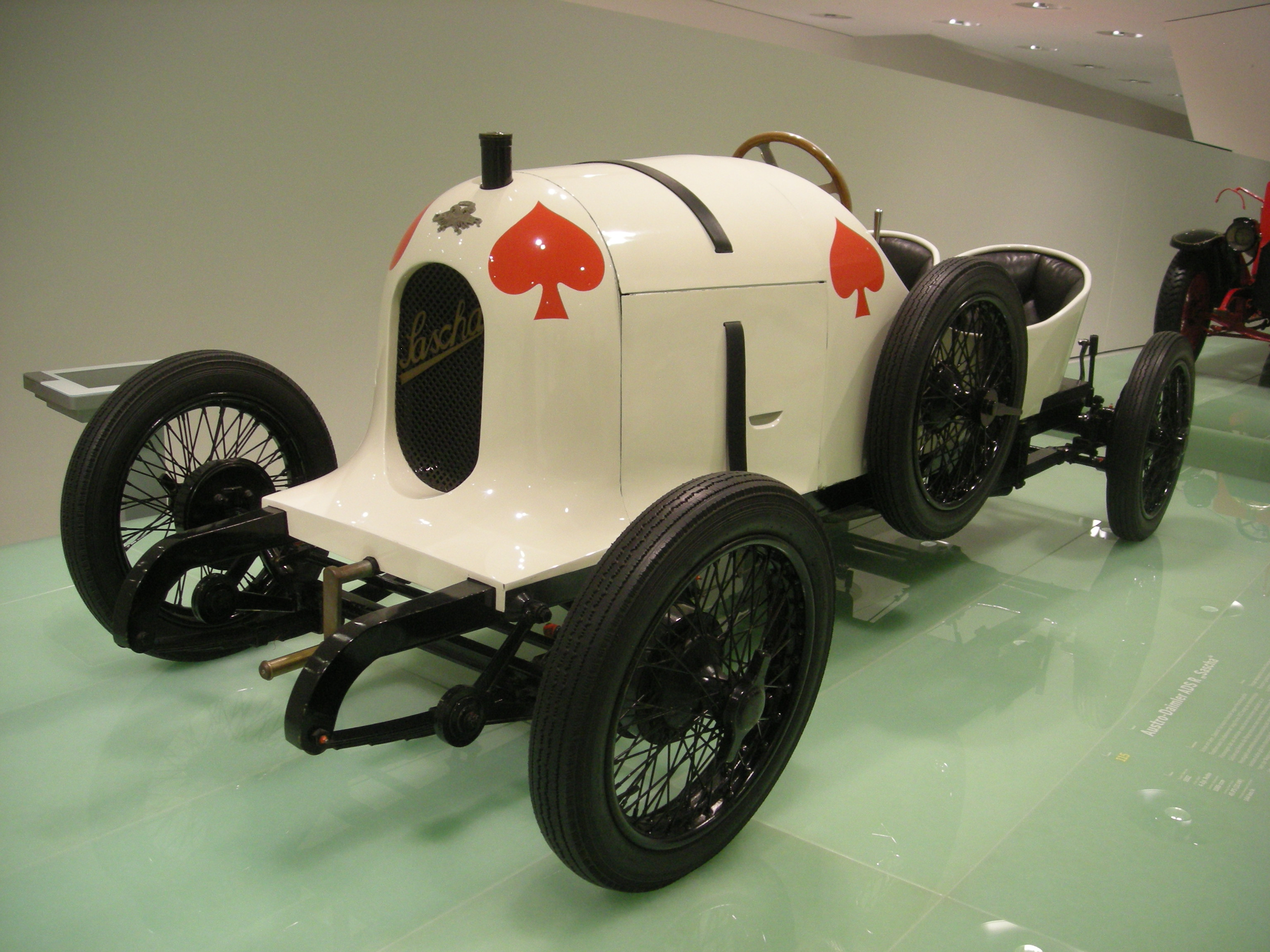
Une Austro-Daimler ADS R Sascha de 1922 (3 exemplaires construits).

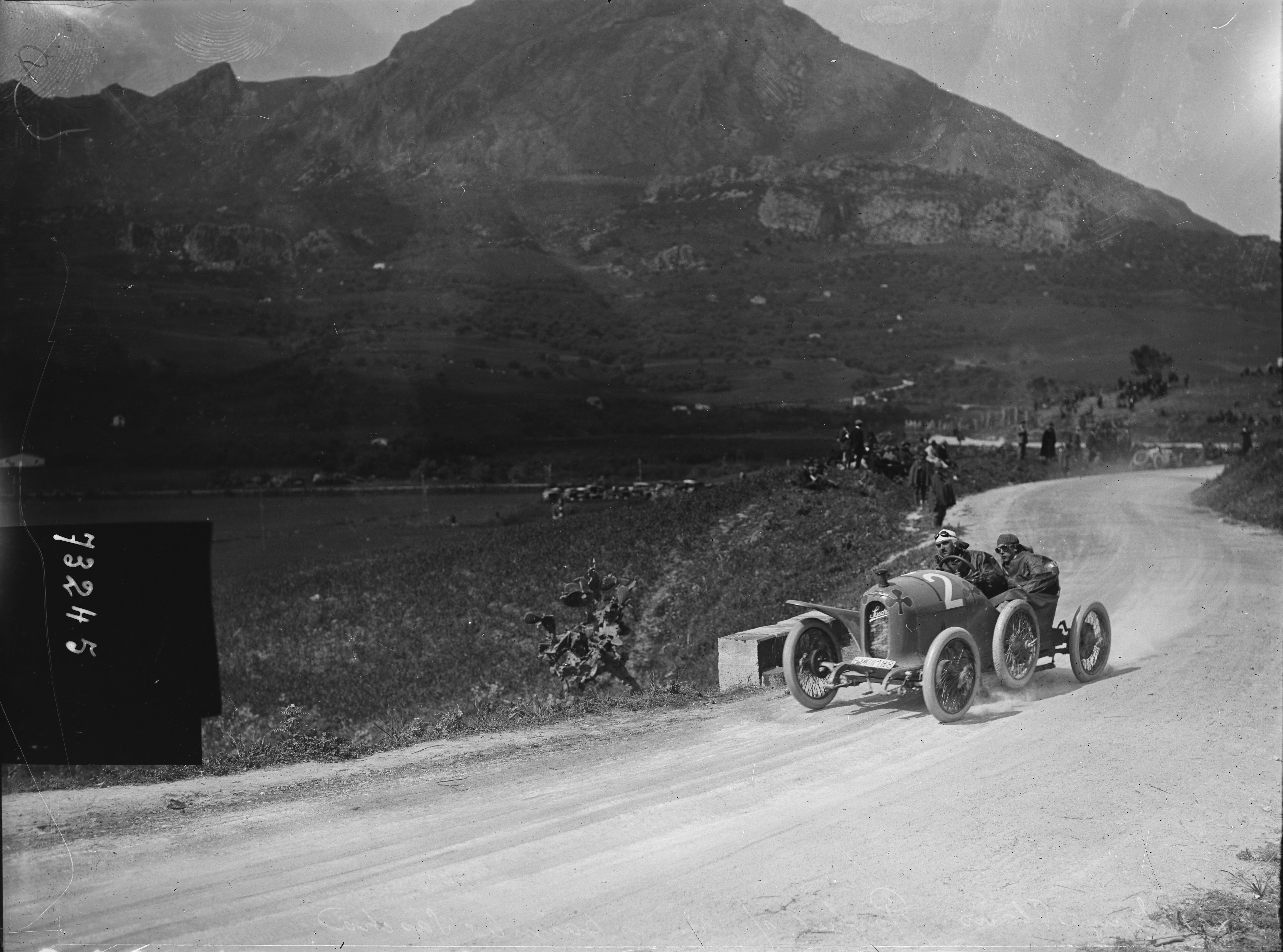
Lambert Pöcher sur la Sascha d'Austro-Daimler (ici lors de la Targa Florio 1923).

| 1900                | Camille Jenatzy                        | Snoeck-Bolide 10 hp              |              |              |
| 1901                | Baron Pierre de Crawhez                | Panhard 28 hp                    |              |              |
| 1902                | Albert Roland                          | Gobront-Nagant                   |              |              |
| 1903                | Henri Langlois                         | Vivinus (?)                      |              |              |
| 1904                | Lucien Hautvast                        | Pipe 60 hp                       |              |              |
| 1905                | Annulée                                | Annulée                          | Annulée      | Annulée      |
| 1906                | Lucien Hautvast                        | Pipe 50 hp                       |              |              |
| 1907 (26 mai)       | Bourlard                               | Germain                          |              |              |
| 1907 (21 juillet)   | Guillaume Busson                       | Nagant                           |              |              |
| 1907 (15 septembre) | ?                                      | ?                                |              |              |
| 1908 (26 mai)       | Sklin                                  | Dasse 16/22 hp 4 cylindres       |              |              |
| 1908 (13 septembre) | Fisher                                 | Vivinus                          |              |              |
| 1909 à 1911         | Non disputée                           | Non disputée                     | Non disputée | Non disputée |
| 1912                | Théodore Pilette                       | Mercedes 16/45 hp Knight         |              |              |
| 1913 à 1920         | Non disputée                           | Non disputée                     | Non disputée | Non disputée |
| 1921                | Baron d'Overschie de Neeryssche        | Bugatti                          |              |              |
| 1922 (25 juin)      | Charles Montier                        | Ford Montier 3L.                 |              |              |
| 1922 (26 juin)      | Lambert Pöcher                         | Austro-Daimler Sascha            |              |              |
| 1923                | René de Buck                           | Ballot 2L.                       |              |              |
| 1924                | Groenlandts                            | Bugatti                          |              |              |
| 1925                | Georges Bourianou                      | Speedsport 3L.                   |              |              |
| 1926                | Georges Bourianou                      | Speedsport 3L.                   |              |              |
| 1927                | Joseph Reinartz                        | Bugatti T35 2L.                  |              |              |
| 1928                | Freddy Charlier                        | Bugatti T35T 4.7L.               |              |              |
| 1929                | Annulée                                | Annulée                          | Annulée      | Annulée      |
| 1930                | Willy Longueville et Goffredo Zehender | Bugatti 2.3L. (les deux pilotes) |              |              |
| 1931 à 1948         | Non disputée                           | Non disputée                     | Non disputée | Non disputée |
| 1949                | Arthur Legat                           | Maserati 6CM                     |              |              |

## Remarques
- Le jour de l'épreuve longue de 5 kilomètres en 1903, une autre course de 1 mile cette fois est aussi montée sur pied, remportée par l'ingénieur français Marius Barbarou, sur une Benz légère 60 HP.
- Certaines années la course est disputée à deux journées différentes (trois en 1907), parfois le même week-end comme dans les formulations modernes en montagne, mais également plusieurs fois dans la même journée -de 3 à 5- entre 1907 et 1928.
- Le record officiel sur un trajet de 5 kilomètres passe de 2 min 30 s en 1927 par Manuel Blancas sur Bugatti T35T, à 2 min 26 s 4 en 1928 par Freddy Charlier sur le même modèle, et enfin 2 min 10 s 8 en 1930 pour l'italien Goffredo Zehender.